# 가이드 (영화)
가이드(Guide)는 인도에서 제작된 비제이 아난드 감독의 1965년 드라마, 뮤지컬, 멜로/로맨스 영화이다. 데브 아난드 등이 주연으로 출연하였다.

## 출연

### 주연
- 데브 아난드
- 와히다 레만
- 릴라 치트니스